# Skaføgård
Skaføgård er en herregård i Hvilsager Sogn i Syddjurs Kommune, 3 km NØ for landsbyen Mørke, ca. 28 km NØ for Aarhus. Opført 1580-1582 af Jørgen Ottesen Rosenkrantz.
Bygningen er ikke blandt landets største herresæder, men et af de bedst bevarede: Der mangler nogle gavle på havesiden og et åbent galleri mod gården, der blev nedrevet 1811. I det indre findes måske den største herlighed - et kæmpemæssigt skab i egetræ. Skåret af den hollandske snedker Mikkel van Gronningen, hvis mest kendte værk er prædikestolen i Aarhus Domkirke. Skabet dækker 13 kvm på en væg, og regnes med sin detaljerigdom for et af de fornemste rennæssancemøbler i Nordeuropa.[kilde mangler]
Jørgen Rosenkrantz havde to sønner, Otte og Holger, og da han havde midlerne, lod han opføre en gård til hver, Rosenholm og Skaføgård. Desværre døde Otte tidligt, hvorfor Skaføgård blev enkesæde for Jørgens hustru Dorthe Lange til hendes død 1613. Derefter gik gården videre til sønnen Holger. Hans søn Gunde Rosenkrantz måtte på grund af dårlig økonomi afhænde den 1647, hvorefter gården i det følgende århundreder ofte skiftede hænder. 
Blandt gårdens ejere er Jacob Brønnum Scavenius Estrup, der erhvervede den i 1852. Hans efterkommere ejer stadig Skaføgård.
Skaføgård Gods er på 999 hektar.

## Ejere af Skaføgård
- (1492-1503) Erik Ottesen Rosenkrantz
- (1503-1520) Holger Eriksen Rosenkrantz
- (1520-1542) Otte Holgersen Rosenkrantz
- (1542-1596) Jørgen Ottesen Rosenkrantz
- (1596-1613) Dorthe Lange (enke)
- (1613-1642) Holger Rosenkrantz "den lærde"
- (1642-1647) Gunde Rosenkrantz
- (1647-1666) Steen Bille
- (1666-1681) Henrik Ditlev Holck
- (1681-1712) Mette Steensdatter Bille gift Holck
- (1712-1749) Thomas Nicolaj Nielsen Behr
- (1749-1778) Niels Thomsen Behr
- (1778-1779) Niels Thomsen Behrs dødsbo
- (1779-1786) Poul Nielsen Behr
- (1786-1797) Anna Jørgensdatter Mørch gift Behr
- (1797-1852) Jørgen Mørch Secher
- (1852-1907) Jacob Brønnum Scavenius Estrup
- (1907-1939) Jacob Estrup (søn)
- (1939-1967) Niels Rudolph Estrup (nevø)
- (1967-1971) Hector Estrup / Vilhelm Estrup / Christian Estrup (Niels' 3 sønner)
- (1971-2007) Hector Estrup
- (2007-    ) Jacob Christen Estrup (søn)